# 117539 Celletti
117539 Celletti è un asteroide della fascia principale. Scoperto nel 2005, presenta un'orbita caratterizzata da un semiasse maggiore pari a 3,1289465 UA e da un'eccentricità di 0,0996940, inclinata di 0,53075° rispetto all'eclittica.
L'asteroide è dedicato all'italiana Alessandra Celletti, professoressa di meccanica celeste all'Università degli Studi di Roma "Tor Vergata".